# Joseba Achotegui
Joseba Achotegui Loizate (Durango, 24 de julio de 1954) es un psiquiatra español conocido por haber descrito el síndrome de Ulises en 2002.

## Reseña biográfica
Joseba Achotegui es director del SAPPIR (Servicio de Atención Psicopatológica y Psicosocial a Inmigrantes Refugiados) del Hospital Sant Pere Claver de Barcelona (desde 1994) y profesor titular de la Universidad de Barcelona (desde 1997). Ha sido ponente en la Universidad Stanford.
En 2002 describió el síndrome de Ulises: "El Síndrome del Inmigrante con Estrés Crónico y Múltiple se caracteriza, por un lado, porque la persona padece unos determinados estresores o duelos y, por otro lado, porque aparecen un amplio conjunto de síntomas psíquicos y somáticos que se enmarcan en el área de la salud mental."

## Distinciones
- Excelencia Médica por el Colegio Oficial de Médicos de Barcelona en 2018.[6]

## Premios
- Premio a la trayectoria profesional y de investigación por la Universidad de California en Berkeley en 2019.[7]